# Mellerud
Mellerud este un oraș în Suedia.

## Demografie
| \| Evoluția demografică a zonei urbane Mellerud, 1970–2015 \| Evoluția demografică a zonei urbane Mellerud, 1970–2015 \| Evoluția demografică a zonei urbane Mellerud, 1970–2015 \| Evoluția demografică a zonei urbane Mellerud, 1970–2015 \| Evoluția demografică a zonei urbane Mellerud, 1970–2015 \| \| --------------------------------------------------------------------------------------- \| ------------------------------------------------------- \| ------------------------------------------------------- \| ------------------------------------------------------- \| ------------------------------------------------------- \| \| An \| \| \| Locuitori \| \| \| 1970 \| 1970 \| \| 3.368 \| 3.368 \| \| 1975 \| 1975 \| \| 3.579 \| 3.579 \| \| 1980 \| 1980 \| \| 3.788 \| 3.788 \| \| 1990 \| 1990 \| \| 3.990 \| 3.990 \| \| 1995 \| 1995 \| \| 4.063 \| 4.063 \| \| 2000 \| 2000 \| \| 3.832 \| 3.832 \| \| 2005 \| 2005 \| \| 3.796 \| 3.796 \| \| 2010 \| 2010 \| \| 3.750 \| 3.750 \| \| 2015 \| 2015 \| \| 3.797 \| 3.797 \| \| Sursa: SCB - Statistika Centralbyrån, Folkmängden per tätort. Vart femte år 1960 - 2016 \| \| \| \| \| |      |  |           |       |
| Evoluția demografică a zonei urbane Mellerud, 1970–2015 |      |  |           |       |
| An |      |  | Locuitori |       |
| 1970 | 1970 |  | 3.368     | 3.368 |
| 1975 | 1975 |  | 3.579     | 3.579 |
| 1980 | 1980 |  | 3.788     | 3.788 |
| 1990 | 1990 |  | 3.990     | 3.990 |
| 1995 | 1995 |  | 4.063     | 4.063 |
| 2000 | 2000 |  | 3.832     | 3.832 |
| 2005 | 2005 |  | 3.796     | 3.796 |
| 2010 | 2010 |  | 3.750     | 3.750 |
| 2015 | 2015 |  | 3.797     | 3.797 |
| Sursa: SCB - Statistika Centralbyrån, Folkmängden per tätort. Vart femte år 1960 - 2016 |      |  |           |       |